# Ministère de l'Intérieur (Ghana)
Pour les articles homonymes, voir Ministère de l'Intérieur.
Le ministère de l'Intérieur est un ministère du gouvernement du Ghana mandaté pour assurer la sécurité intérieure, ainsi que le maintien de l'ordre public dans le pays. Le ministre de l'Intérieur (en) est Ambrose Dery depuis janvier 2017.  

## À propos du ministère
Le ministère est dirigé par le ministre de l'Intérieur, nommé par le président du Ghana et approuvé par le Parlement ghanéen après un processus de vérification. Les succès obtenus dans la sphère socio-économique de la nation et la réalisation des plans et programmes du gouvernement dans le cadre de la stratégie de croissance et de réduction de la pauvreté (GPRS) ainsi que les diverses initiatives présidentielles spéciales (ISP) ont été largement obtenus parce que le pays avait connu un environnement relativement sûr et sécurisé.

## Objectifs du ministère
Afin d'assurer le bon fonctionnement du ministère, celui-ci a ses fonctions réparties en sept grands objectifs. Celles-ci visent à atteindre l'objectif global de l'objectif des ministères de maintenir la paix intérieure:  
1. Assurer une protection adéquate de la vie et des biens.
2. Assurer une prévention et une détection efficaces et efficientes des délits.
3. Renforcer la prévention des catastrophes, la gestion et la mobilisation sociale.
4. Réglementer et contrôler l'entrée, le séjour et la sortie des ressortissants de tous les pays.
5. Développer un système de détention et de réforme hautement efficace et humain.
6. Améliorer la capacité institutionnelle.
7. Améliorer le système de relations publiques.

## Agences associées
Le ministère de l'Intérieur, principal organisme gouvernemental chargé du maintien et de l'application de la loi et de l'ordre internes, est doté d'agences qui ont des fonctions spécifiques visant à atteindre l'objectif général du ministère et du pays dans son ensemble. Les institutions à travers lesquelles le ministère exerce ses fonctions sont:  
- La Commission des réfugiés (en)
- Le Service de police du Ghana
- L'Organisation nationale de gestion des catastrophes (en)
- Le Service d'immigration du Ghana (en)
- L'Office de contrôle des stupéfiants (en)
- Le Service National Incendie et Sauvetage du Ghana (en)
- Le Service pénitentiaire du Ghana